# رالف ميلر (لاعب كرة قاعدة)
رالف ميلر (بالإنجليزية: Ralph Miller)‏ هو لاعب كرة قاعدة أمريكي، ولد في 15 مارس 1873 في سينسيناتي في الولايات المتحدة، وتوفي بنفس المكان في 8 مايو 1973.

## وصلات خارجية
- رالف ميلر على موقع دوري كرة القاعدة الرئيسي (الإنجليزية)
- رالف ميلر على موقعبيزبول رفرنس.كوم (الدوري الرئيسي) (الإنجليزية)
- رالف ميلر على موقعبيزبول رفرنس.كوم (الدوري الثانوي) (الإنجليزية)
- رالف ميلر على موقع جمعية أبحاث البيسبول الأمريكية (الإنجليزية)
- رالف ميلر على موقع إي إس بي إن.كوم (أم.أل.بي) (الإنجليزية)